# Spreuerhofstrasse

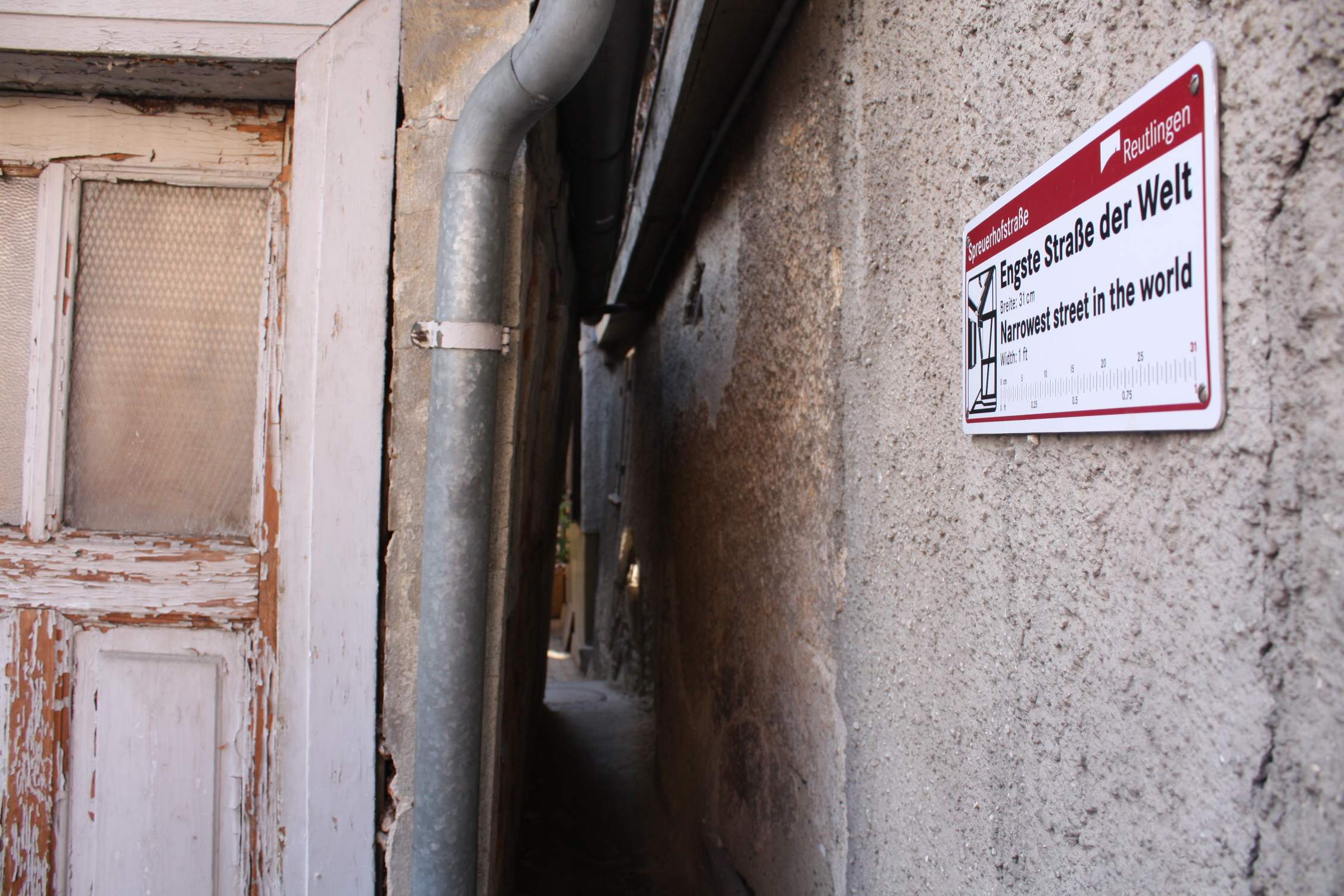
Gränden och en skylt med världsrekordet

Spreuerhofstrasse är världens smalaste gata och ligger i Reutlingen i Baden-Württemberg i Tyskland. Gatan mäter 31 centimeter där den är smalast och 50 centimeter där den är som bredast.
Gränden uppfördes 1727 som led i rekonstruktionsarbetet efter att området var fullständigt ödelagt efter en omfattande brand i staden 1726 och är officiellt registrerat hos fastighetsregistret som stadsgata nummer 77.